# Tiombe Hurd
Tiombe Hurd (* 17. August 1973 in Seattle, Washington) ist eine ehemalige US-amerikanische Leichtathletin, die sich auf den Dreisprung spezialisiert hat. Ihren größten Erfolg feierte sie mit dem Gewinn der Silbermedaille bei den Hallenweltmeisterschaften 2001 in Lissabon. Zudem war sie lange Zeit Inhaberin des Landesrekordes, ehe sie 2016 von Keturah Orji abgelöst wurde.

## Sportliche Laufbahn
Erste Erfahrungen bei internationalen Meisterschaften sammelte Tiombe Hurd im Jahr 1995, als sie bei der Sommer-Universiade in Fukuoka mit einer Weite von 12,95 m den achten Platz im Dreisprung belegte. 1998 gewann sie bei den Goodwill Games in New York City mit 13,63 m die Bronzemedaille hinter der Tschechin Šárka Kašpárková und Tatjana Lebedewa aus Russland. Im Jahr darauf belegte sie bei den Panamerikanischen Spielen in Winnipeg mit 13,69 m den fünften Platz und 2001 gewann sie bei den Hallenweltmeisterschaften in Lissabon mit 14,19 m die Bronzemedaille hinter der Bulgarin Teresa Marinowa und Tatjana Lebedewa aus Russland. Im August schied sie bei den Weltmeisterschaften im kanadischen Edmonton mit 13,96 m in der Qualifikationsrunde aus und anschließend belegte sie bei den Goodwill Games in Brisbane mit 13,40 m den sechsten Platz. 2003 gelangte sie bei den Panamerikanischen Spielen in Santo Domingo mit 13,68 m auf Rang fünf und im Jahr darauf verpasste sie bei den Olympischen Sommerspielen in Athen mit 13,98 m den Finaleinzug. 2007 gewann sie bei den NACAC-Meisterschaften in San Salvador mit 13,22 m die Silbermedaille hinter Ayanna Alexander aus Trinidad und Tobago. Sie setze ihre aktive Karriere bis 2016 fort und stellte dabei mehrere Altersrekorde für die Vereinigten Staaten auf.
In den Jahren 2001 und 2004 wurde Hurd US-amerikanische Meisterin im Dreisprung im Freien sowie 2000 und 2001 sowie 2004 und 2006 auch in der Halle.